# Полуночники: Тайный час
«Полуночники: Тайный час» — фэнтезийный роман, первый из трилогии «Полуночники» писателя Скотта Вестерфельда. Опубликована издательством Eos в 2004 году. В книге рассказывается о приключениях группы подростков, которые родились в полночь и для которых этот миг растягивается на целый час, полный опасностей.

## Сюжет
Пятнадцатилетняя Джессика Дэй вместе со своей семьей переезжает из Чикаго в маленький городок Биксби в Оклахоме, в связи с тем, что её мать получила престижную работу в компании «Эрспейс Оклахома». В первую же ночь своего пребывания в Биксби Джессика просыпается во время грозы ровно в полночь, и понимает, что все вокруг замерло, но она думает, что это лишь сон. На следующую ночь произошло то же самое, Джессика в ужасе понимает, что вся её семья «заморожена» и единственное живое существо в их доме — это неизвестно откуда взявшаяся кошка, которая убегает на улицу и зовет Джессику за собой. Девочка бежит на улицу, но её окружают змеи, темняки, и вместе с огромной пантерой нападают на неё. Но Джессику удалось спасти: полуночники — Рекс, Десс и Мелисса — появились вовремя и смогли прогнать темняков с помощью стали и тридекалогизмов.
На следующий день они объясняют Джессике, что она полуночник, как и они, то есть человек, который родился ровно в полночь и для которых этот миг растягивается на целый час, полный темняков — опасных созданий, загнанных в 25 час. Так же Джессика узнала, что каждый из полуночников обладает уникальным талантом: Рекс способен видеть следы Полуночи, Мелисса — читать мысли, а Десс математический гений, но каким талантом обладает Джессика — неизвестно.
На следующую ночь Джессика встречает Джонатана — ещё одного полуночника, акробата, который с наступлением часа синевы становится невесомым. Он берет Джессику полетать вместе с ним, а тем временем остальные полуночники гадают — почему темняки, которые обычно избегают полуночников, полны решимости убить Джессику.
Тогда Рекс решает отвести Джессику к Змеиной Яме — единственному месту, где можно узнать её талант, которое расположено в бедлендах — землях темняков. Девочка соглашается, но не все так просто — у Змеиной Ямы на них нападают темняки, но ребятам удалось отбиться и выяснить талант Джессики. Оказалось, что она огнетворец, человек способный принести свет в мир полуночи. Воспользовавшись фонариком, Джессика убивает темняков и ребята благополучно возвращаются домой.

## Персонажи
- Джессика, главная героиня романа, обладающая возможностью «носить огонь»
- Рекс — полуночник, обладающий силой читать древние «знания»
- Десс — полуночник, эрудит
- Мелисса — полуночница, телепат, может смотреть и говорить через чужой разум
- Джонатан — полуночник, умеет уменьшать гравитацию, чтобы далеко прыгать
- Бэт — сестра Джессики, не полуночница
- шериф Клэнси — полицейский, ловивший Джессику и Джонатана